# غريان

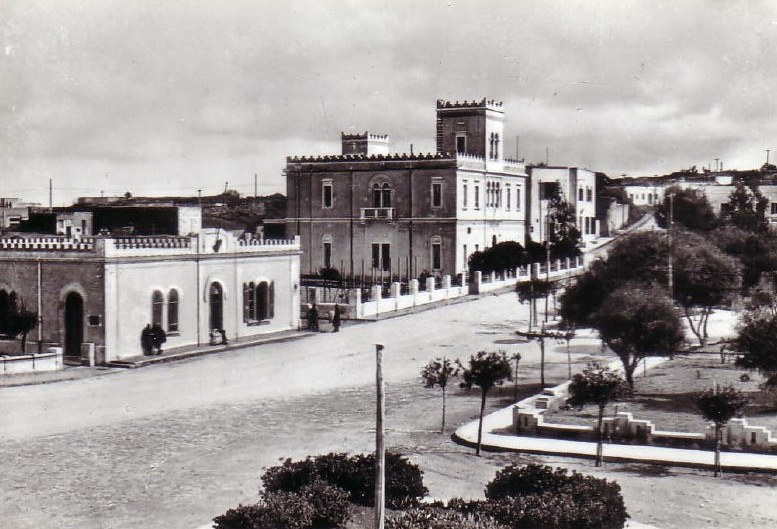
المدينة القديمة في غريان

غريان، مدينة ليبية تقع في الجزء الشمالي الغربي لليبيا على قمة جبل نفوسة. على بعد نحو 75 كم جنوب مدينة طرابلس، ترتفع فجأة من السهول سفوح جبل غريان في مشهد رائع ذي طبيعة جبلية جميلة حيث يتخللها الطريق الجبلي الجميل الملتوي والمصمم بشكل دقيق والذي يقود إلى أعلى قمة الجبل بإتجاه مدينة غريان. يبلغ عدد سكان المدينة 200٫000 نسمة وفقًا للإحصائيات التقريبية لسنة 2000 م، يعود نسب سكان مدينة غريان الى بني سليم و بعض قبائل الأشراف مثل الكميشات ، مساحة المدينة بدون الضواحي هي 4,660 كم مربع. تعتبر غريان المركز الإداري وعاصمة شعبية الجبل الغربي سابقًا وذلك باعتبارها أكبر مدن الجبل. تحدها من الشمال مدينة العزيزية ومن الشرق مدينتي ترهونة ومسلاتة ومن الجنوب مدينتي بني وليد ومزدة أما من الغرب فمدينة يفرن. المفتاح المحلي للمدينة هو 024. كما تعد غريان المقر الرئيسي لمصرف الجمهورية أحد أكبر المصارف الليبية والمقر الرئيسي للشركة العربية الليبية للاستثمارات الخارجية احدى أكبر شركات الاستثمار في ليبيا.

## الموقع الجغرافي

### أصل التسمية
هناك عدة روايات عن أصل تسمية مدينة غريان ولكن أشهرها الروايات التالية:
- يقول البعض بأن أصل التسمية كان من الكلمتين (غار) و (يان) حيث غار يقصد به الكهف وهو مكان سكن أول من سكن المنطقة، حيث أطلق على المنطقة قديما غار يان أي الغار الذي يملكه يان الروماني ثم حرف اللفظ بعد ذلك إلى غريان. وهذه الرواية لا تملك دليلا وقد استبعدها المؤرخون.
- الرواية التانية أن تسمية غريان ترجع لاسم قبيلة بربرية عاشت هناك..وخصوصا ان هنالك عدة مناطق داخل غريان ذات مسميات بربرية متل اتبادوت..امسوفين..الخ
- أما الرواية الثالثة وهي الأقرب للتصديق يقال أن أصل التسمية هو (غريال) ومعناه أرض الطين في إحدى اللغات القديمة للبربر ثم تغير

اللفظ بعد ذلك لغريان، وهذه الرواية أقرب للتصديق وخاصة أن غريان عبارة عن أرض جبلية طينية.

### وصف غريان
وصف الرحالة جون فرنسيس في كتابه (من طرابلس إلي فزان), مذكرات الرحالة الإنجليزي جون فرانسيس ليون «1818 ف» غريان ووصل قلعة غريان أو قصر الترك يوم الأربعاء 10/02/1819 وكتب عن غريان قائلاً: (تشتهر غريان بجودة زيتها وزعفرانها وحبوبها وبوفرة إنتاجها، ورجال غريان منتصبو القامة، تلوح على محياهم الأنفة والكبرياء).

## تاريخ

### الجهاد ضد الطليان
كان لغريان دور كبير في الجهاد ضد الطليان فموقع غريان الاستراتيجي لعب دور كبير في الجهاد فكان لزعيم وجهاء غريان (الهادي كعبار) دور كبير في الجهاد فكان أحد أعضاء الجمهورية الطرابلسية وكان صديق رمضان بيك السويحلي زعيم مصراته.

### الثورة الطرابلسية
في عام 1915 شهدت غريان ثورة شعبية ضد الطليان بعد معركة القرضابية في سرت التي انتصر فيها المجاهدين والتي أدت إلى حدوث ثورات شعبية في مصراته وترهونة وورفلة ومسلاته والنواحي الاربعة والعزيزية ثم وصلت إلى غريان وباقي المدن الليبية الغربية أدت إلى اجلاء4400 جندي إيطالي عن غريان.

### بعد نقض صلح بنيادم
بعد نقض الطليان لصلح بنيادم في مصراته حاولو دس الدسائس في غريان أحدثوا فتنة بين ترهونة وغريان انتهت بصلح بين الإخوة، وبعد حادثة الاسرى الذين أسرهم رمضان السويحلي في مصراته ردا على نقض الطليان على الصلح علموا أهل غريان أن الصلح ملغي فقامو بالهجوم على الطليان في قصر الحكومة في غريان في عام 1920 واسرو منهم 70 جندي إيطالي كما قامو بالإغارة على سيارة البريد الإيطالي بالقواسم وقطعو خطوط الاتصال التي تربط العزيزية وغريان.

### مؤتمر غريان
بعد سقوط الجمهورية الطرابلسية وتفككها بعد موت رمضان السويحلي وكثرة الفتن بين القبائل الليبية فكرو الليبيين في عقد مؤتمر غريان، واجنمع أعضاء مؤتمر غريان في أول جلساته في شهر نوفمبر سنة 1920 انتخب أحمد بيك المريض رئيسا والاستاذ عبد الرحمن عزام مستشارا كما ضم المؤتمر ممثيلين عن كل القبائل عدا ورفلة التي رفضت الدخول فيه.
وكان رد الطليان على هذا المؤتمر هو اتفاق الرجمة مع إدريس السنوسي الذي اعطوه فيه لقب أمير خوفا من أن يتم الاتحاد بين طرابلس وبرقة (وهو ماحدث فعلا في مؤتمر سرت).

### احتلال غريان
تم احتلال غريان في عام 1922 بعد الاطباق عليها من جميع الجهيات بعتبارها مركز هيئة الإصلاح المركزية (مؤتمر غريان)، وتقدم جرازياني من يفرن الي جنوب غريان وشرقها لمنع المدد من ترهونة، ومعه 3500 مسلح و350 فارس واربعة بطاريات، وتقدم بللي من الغرب على طريق سفح الجبل ليحتل بوغيلان ومعه 600 مسلح و100 فارس، وتقدم بتزاري ومعه 2200 مسلح و350 فارس من الغرب، وخرجت قوة من العزيزية لتحتل (بوعقروب) والسايح، والجيلاني. وأطبقت هذه القوة الاربعة على غريان، ونفذت خطتها فجلا المجاهدون عنها واحتلت يوم 17 نوفمبر 1922.

## ثورة 17 فبراير
لعبت غريان دورا كبيرا في ثورة 17 فبراير حيث انتفضت مدينة غريان منذ بداية يوم 17 فبراير 2011 عندما نادت بالروح بالدم نفدوك يابنغازي وبسقوط النظام لكن القبضة القوية من الكتائب في المدينة (كتائب سحبان والكتيبة الثامنة وفصيل من كثيبة امحمد)حالت دون تمكن أهل المدينة من تحريرها أسوة باأغلب مدن الجبل بعد ذلك هرب عدد كبير من الثوار الي الجبل وقامو بإنشاء كتيبة وتدربو على السلاح حتى تمكنو من تحرير المدينة يوم 13-08-2011

## تحرير غريان
بعد جمود كل الجبهات لمدة ثلاتة شهور وجمود جبهة القواليش الاصابعة نظرا المقاومة الشديدة لقوات القذافي في الاصابعة قام الثوار يوم 13-08-2011 بعملية ألتفاف على الجبل لتحرير مدينة غريان من الجهة الشمالية الغربية بدل الجهة الغربية (الاصابعة)و قد صعد الثوار الجبل من جهة القواسم راجلين وبآليات وقامو باقتحام مدينة غريان من عدة اتجاهات ابتداء من منطقة القواسم، ومن ثم انتشروا إلى الشمال والجنوب، وقامت المجموعة المتجهة شمالا بإقفال الطريق القادمة من طرابلس أبو غيلان، اوتجهت المجموعة الثانية إلى وسط غريان في منطقة تغسات واستقبلوهم الاهالي بالزغاريد والتكبير، وتم تنفيذ تأمين جميع المنافذ المؤدية من وإلى غريان.
وقال العقيد جمعة أن عملية التحرير تمت في ثلاث ساعات بالتحام الثوار من داخل وخارج المدينة حسب خطة مدروسة واتصالات مكثفة وتنسيق كامل، كما أن العملية نفذت بتخطيط عسكرى عالي المستوى، من استطلاع وسرية معلومات وتنسيق مع ثوار المدينة.
وقال العقيد جمعة أن تحرير غريان خطوة مهمة في اطار تحرير كامل التراب الليبي، وممهد مهم لتحرير العاصمة طرابلس.

## قبائل ومناطق غريان
أثناء العهد العثماني قسمت غريان الي أربعة مناطق رئيسية أو أربعة أرباع، كما هو الحال في كل المدن المجاورة [والغرض خلق منافسه بين القادة لمنع التمرد وتسهيل جمع الضرائب] والارباع هي:-
- ربع بني داود (مركز المدينة)و يتكون من القبائل والمناطق التالية:-

تغسات - اولاد سمير - أولاد علي - أولاد بن يعقوب - البرج - الدياسير -العرائفة- تغرنة - قصر الحاج عمران - سيدي موسى - بن يحي - البراشيش
-المثانين
- ربع بني نصير (الوسط)و يتكون من القبائل والمناطق التالية:-

الزوية - القحاصات - كعام - الكشالفة - أبو عياد - الياعقيب - دنون - كمون - أنطاطات - السقايف
- ربع بني خليفة (المدخل الجنوبي للمدينة)و يتكون من القبائل والمناطق التالية:-

أوسادن - قباع - شعتان - إمسوفين - السلالمة - الجحيشة - أبوزيان - تبادوت - المغاربة - بنو وزير - الكليبة - شمسة - العطيات
- ربع القواسم (المدخل الشمالي للمدينة)و يتكون من القبائل والمناطق التالية:-

- بوغيلان - البحرية - النخليين - أولاد جماعة،ــــ فرسان الدرارفه العظمة
- القواسم الوسط - أولاد مراد- قيزان - السواعدية - أولاد بوراس - سدرورس - بئرمهنة - وادي النخل - اللماميش - الكميشات - الصلاحات - بادرتن - مروان-أولاد سالم. الدرارفة العظمى-بني يخلف
أما باقي المناطق مثل الأصابعة والرابطة والقواليش والعربان فهي مناطق مجاورة وتتكون من عدة قبائل وقرى.

## السكان
كل القبائل الموجودة حالياً في غريان هي من من اصل عربي صريح ، عكس ما يُشاع أنها معربة
ما عدى عائلة الفوارس فهي من أصل امازيغي وهي قادمة من نفس الفرع في قرية الشقارنة(يفرن)

## المؤتمرات الشعبية بالمدينة
- غريان المدينة
- القواسم (صقور الدرارفة)
- تغسات
- تغرنة
- بني خليفة
- بني نصير
- العربان
- الرابطة
- الأصابعة
- ككلة
- القواليش
- بئر غني

## معالم مدينة غريان

### حوش الحفر
تتميز المدينة بوجود منازل الحفر أو ما يسمى عند أهلها (حوش الحفر) وهو يمثل مرحلة من مراحل تطور المسكن في المنطقة الذي بدأ بالكهف أو ما يسمى (الكاف) تم (الكيب) وهو عمل خندق في منطقة سهلة الحفر تم يغطى ببقايا النباتات تم تطور إلى (الفصيل وحوش الحفر) وله اشكال ومقاسات عديدة لكنه بشكل عام يتم انشاؤه عن طريق حفر حفرة عمودية يصل عمقها إلى عشرة أمتارأحياناً بأطوال متفاوته وأغلبها 10 × 10 م تم يتم حفر ما يسمى (الديار) بداية من قاع الحفر السابق وهو حفر أفقي يبدأ بالباب بعرض متر تم يبدأ بالتوسع فيه بعرض 4 متر تقريباً ويمتد بعمق قد يصل إلى عشرة متر، وتسمى المساحة التي يفتح فيها جميع الديار بوسط الحوش، ويمكن الخروج من المنزل الموصوف عن طريق ما يسمى (السقيفة) وهو خندق بارتفاع 4 متر تقريباً يتم حفره بطريق مائلة وبزاوية 45 تقريباً حتى يصل إلى سطح الأرض، ويكون للمسكن المذكور باب رئيسى مصنوع من خشب الزيتون، وله قفل حديد ومفتاح طويل مميز، وأحياناً يصنع القفل والمفتاح من الخشب، يتم حماية حوش الحفر من جريان السيول عن طريق (الوني) وهى طابية صغيرة تدور حول حافة الحوش من أعلى وخارجها يتم اعداد مجرى ماء، أما المياه المتجمعة في وسط الحوش فيتم احتوائها في حفرة تسمى (الحفير)، كما يكون للحوش وفي منتصف الحائط بروز يترك اتناء الحفر يسمى (الحزام) ليمنع انسياب المياه على فم الديار، كما كانوا يحفرون حفرة في الحائط الخالي من الديار في منتصف ارتفاع حائط الحوش بعمق قد يصل إلى 6 متر يسمى (المطلع) وبه فتحة تربطه بسطح الأرض أعلى الحوش بقطر 20 سم تقريباً ويكون جنب هذه الحفرة على سطح الأرض (المندرة) وهى مساحة من الأرض لفصل حبوب الشعير عن بقية المخلفات ويتم من خلال الفتحة المذكورة توصيل حبوب الشعير بعد تنقيتها إلى المطلع ليتم بعد ذلك التصرف فيها إما بالاكل أو التخزين، كما يتم أمام مدخل حوش الحفر ما يسمونه (الزريبة) وتعد في أغلب الأحيان بالحجر المختلط بالتراب وتحاط بأغصان شجر السدر، ولتخزين الحبوب لمدة طويلة يتم حفر حفرة بعمق 5 متر تقريباً تسمى (المطمور) حيت يتم وضع حبوب الشعير فيه وإغلاقها بإحكـام، وعند دخولك من السقيفة قد تجد في بعض المنازل ما يسمى (الحناية) وهى مساحة محفورة وواسعة قد تستعمل في حماية الحيوانات الرعوية من الأمطار والثلوج، ويوجد بالحوش دار صغيرة تسمى (المطبخ) يستعمل للطهي.
لقد استعمل سكان المنطقة هذه المساكن لفترات طويلة من الزمن وهي لا تستحق لا لتدفئة شتاء ولا لوسائل تبريد أوتكييف صيفاً، فيمكن استعمال الاغطية صيفاً بالرغم من وصول درجات الحرارة الخارجية فوق 40 درجة، كما يمكن النوم فيها بدون أغطية شتاء عندما تصل الحرارة الخارجية تحت الصفر، وهى تصلح لحفظ الحبوب والاطعمة بحالة سليمة لفترات طويلة.
تشكل حالياً المعاصر القديمة ومصانع الفخار التقليدية وحياش الحفر، معلم مهم من معالم مدينة غريان، والمدينة غيرها من مدن ليبيا تنتشر فيها المعالم والاثار الرومانية القديمة ومن أهما السدود المائية والقصور التي تم بنأوها على قمم الجبال والمقابر الرومانية.
............
اعداد : يوسف ابوراص

### سيدة غريان
سيدة غريان أو Gharian Lady هو اسم للوحة شهيرة مرسومة على أحد جدران معسكر إيطالي مهجور من الحرب العالمية الثانية داخل المبنى رسم جداري كبير لامرأة عارية مستلقية على جانبها، على نمط معلقات الدبوسية pin-up الأمريكية التي راجت في الأربعينات. جذع المرأة على شكل ساحل شمال أفريقيا والنقاط البارزة بجسمها مسماة بأسماء مدن شمال أفريقيا مرسومة على جذار رسمها الرسام كليفورد سابر Clifford Saber الذي كان سائق إسعاف أمريكي متطوع مع الجيش الثامن البريطاني، وكان رساماً موهوباً. السيد سابر رسم اللوحة الجدارية أثناء اقامة وحدته لبضعة أيام في المعسكر بغريان لرفع الروح المعنوية لرفاقه. سابر انتهى من الجدارية في 2 مارس 1943، ولسنين عديدة «سيدة غريان» كما اُطلق على الرسم، كانت نقطة جذب للسواح في ليبيا.

## الأقتصاد

### الصناعات التقليدية
الأهالي في القواسم يمتهنون حرفة صناعة الخزف حيث أن الزائر لمدينة غريان من مدخلها الشمالي يلاحظ انتشار الأواني الفخارية على جانبي الطريق لمساف أكثر من 2 كم.

### التجارة
تُعدّ مدينة غريان مركزًا تجاريًا حيويًا في ليبيا، حيث تُشكّل نقطة وصل استراتيجية بين شمال البلاد وجنوبها، وتخدم بفاعلية مناطق الجبل الغربي مثل مزدة والقريات. تتميز المدينة بتنوّع بنيتها التجارية التي تجمع بين الأسواق الشعبية التقليدية والأسواق الحديثة، بالإضافة إلى كثافة المحلات التجارية والمقاهي التي تلبّي احتياجات السكان والوافدين من المناطق المجاورة. ويبرز شارع الجمهورية (المُلقّب محليًا بشارع الزوز ونصف) كواحد من أبرز الشوارع التجارية النشطة، حيث يضمّ عددًا كبيرًا من محلات الملابس والأحذية التي تجذب الزوار من مختلف المناطق، وذلك لتنوّع بضاعتها، ووفرة خياراتها، وأسعارها التنافسية، ما يجعله وجهةً رئيسيةً للتبضّع ضمن النسيج الاقتصادي المحلي.

### الزراعة
يعيش سكان غريان على الزراعة أساسًا وخاصة زراعة الزيتون حيث تنتشر أشجار الزيتون في كل أرض غير مأهولة في غريان حيث تشتهر المدينة بزيت الزيتون ذي الجودة العالية منذ القدم والدليل على ذلك الآثارالنتشرة لمعاصر الزيتون بكثرة في المدينة كما أنه هناك مثل شعبي رائج في ليبيا يقول (راجي يا علي عشاك لين يجي الزيت من غريان). ويأتي اللوز والتين في المرتبة الثانية من حيث الزراعة.

## منوعات

### رقم قياسي لغريان
حطمت غريان الرقم القياسي على المستوى الوطني وذلك في بداية أربيعنيات القرن الماضي عندما تساقط الثلج على المدينة بكميات هائلة ووصل ارتفاعه إلى أكثر من متر ونصف وإستر متراكما لمدة تفوق الشهرين شلت خلالها الحركة في غريان تماما. ولا يزال يعرف هذا العام عند كبار السن بعام الثلج ويؤرخ به. هنا تجدر الإشارة إلى أن غريان مدينة جبلية على قمة جبل نفوسة يصل إرتفاهعا إلى 986 م عن مستوى سطح البحر ذات جو بارد جدا حيث تصل درجات الحرارة في ليالي الشتاء دون الصفر. لذلك اعتاد سكان غريان القدامى على العيش في ما يعرف بـ (حياش الحفر) وهي منازل ولكنها ليست مشيدة على سطح الأرض بل محفورة تحت سطح الأرض لتؤمن لهم الدفء شتاء والبرودة صيفا وتعد (حياش الحفر) من أهم معالم غريان السياحية.